# Vilar e Viveiro
Vilar e Viveiro é uma freguesia portuguesa do município de Boticas, com 30,88 km² de área e 383 habitantes (censo de 2021). A sua densidade populacional é 12,4 hab./km².

## História
Foi constituída em 2013, no âmbito de uma reforma administrativa nacional, pela agregação das antigas freguesias de Vilar e São Salvador de Viveiro e tem a sede em Viveiro.

## Demografia
A população registada nos censos foi:
| Distribuição da População por Grupos Etários | Distribuição da População por Grupos Etários | Distribuição da População por Grupos Etários | Distribuição da População por Grupos Etários | Distribuição da População por Grupos Etários | Distribuição da População por Grupos Etários |
| -------------------------------------------- | -------------------------------------------- | -------------------------------------------- | -------------------------------------------- | -------------------------------------------- | -------------------------------------------- |
| Antes da agregação                           |                                              |                                              |                                              |                                              |                                              |
| Ano                                          | 0-14 anos                                    | 15-24 anos                                   | 25-64 anos                                   | >= 65 anos                                   | Total                                        |
| 2001                                         | 73                                           | 59                                           | 274                                          | 177                                          | 583                                          |
| 2011                                         | 37                                           | 42                                           | 237                                          | 171                                          | 487                                          |
| Após a agregação                             |                                              |                                              |                                              |                                              |                                              |
| Ano                                          | 0-14 anos                                    | 15-24 anos                                   | 25-64 anos                                   | >= 65 anos                                   | Total                                        |
| 2021                                         | 20                                           | 22                                           | 181                                          | 160                                          | 383                                          |